# Sint-Gertrudiskerk (Maasbracht)
De Sint-Gertrudiskerk is de parochiekerk van Maasbracht, gelegen aan Kerkplein 1.
De kerk ligt op een verhoging aan de Maas, en enigszins buiten het dorpscentrum. De plaats van deze kerk maakte hem zeer geschikt om schippers de gelegenheid te geven hun religieuze plichten te vervullen, een traditie die in stand is gebleven.

## Geschiedenis
Reeds in 1265 werd melding gemaakt van een kerk in Maasbracht. De toren is 14e-eeuws, al menen sommigen dat deze al in de 13e eeuw werd gebouwd. In 1695 werd de kerk vergroot en bood toen plaats aan 600 gelovigen. In 1785 vond opnieuw een uitbreiding plaats en in 1867 werd een voorportaal toegevoegd. In 1890 werd een nieuwe kerk gebouwd naar ontwerp van Jules Kayser. Deze kerk werd einde 1944 zwaar beschadigd door Brits artillerievuur. In 1948-1949 werd een nieuwe kerk gebouwd waarvan Alphons Boosten de architect was. In 1950-1951 werd de toren gerestaureerd.

## Gebouw
De 14e-eeuwse toren, welke drie geledingen telt, heeft een bakstenen plint en is verder in mergelsteen uitgevoerd. De kerk is in rode baksteen uitgevoerd, heeft rondboogvensters en rondbogige gewelven en een voorhoging boven het koor, naar christocentrische trant. Het altaar bevindt zich in het transept, dat aan de buitenkant van de kerk moeilijk waarneembaar is. De apsis is rond. De kerk heeft enkele zijkapellen en een reeks nevenruimten onder lessenaardak.
Het doopvont is uit het eerste kwart van de 16e eeuw met een deksel van eind 19e eeuw. De communiebank is van 1835.
De toren en een deel van het interieur is geklasseerd als Rijksmonument.